# Joanny-Philippe Lagrula
Joanny-Philippe Lagrula, född den 23 oktober 1870, död 1941, var en fransk astronom.
Han var verksam vid observatoriet i Lyon, vid Quitos astronomiska observatorium i Quito i Ecuador samt vid Niceobservatoriet i Nice och Algerobservatoriet i Alger.
Minor Planet Center listar honom som J. Lagrula och som upptäckare av 1 asteroid.
Asteroiden 1412 Lagrula är uppkallad efter honom.

## Asteroid upptäckt av Joanny-Philippe Lagrula
| 775 Lumière | 6 januari 1914 |